# Lagoa da Precabura

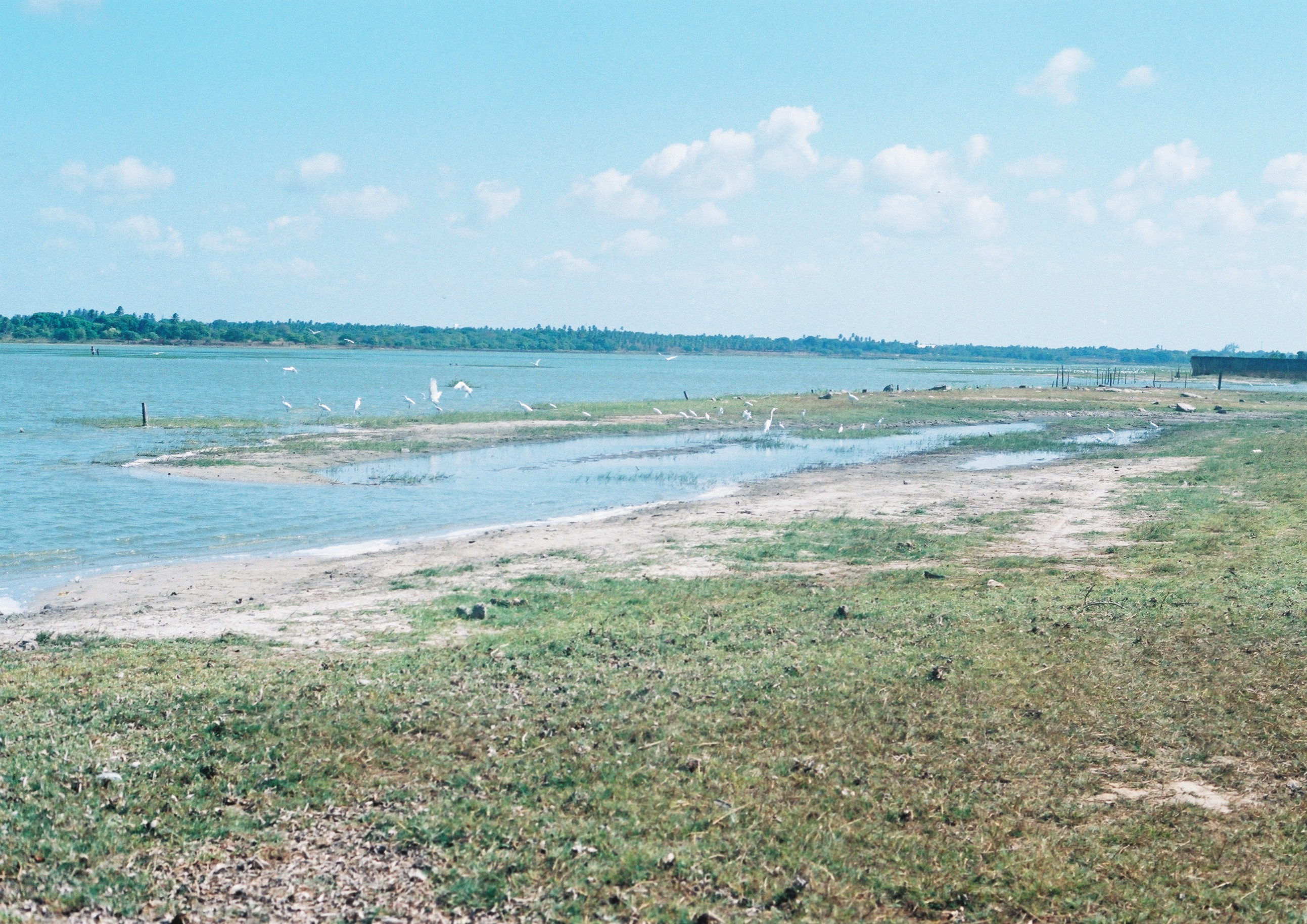
Lagoa da Precabura em Fortaleza

Lagoa da Precabura é um manancial localizado na divisa entre os municípios de Fortaleza e Eusébio, Brasil. Com rico ecossistema, no qual se destacam as áreas de carnaúbas, de dunas e a grande variedade de espécies aquáticas, a lagoa é considerada o maior espelho d'água da Região Metropolitana de Fortaleza.